# 范之孝
范之孝(1910～1991)，一名毓忠，又名任俠。山東省濰縣人，身長173公分 民初武術家，相傳為范仲淹第27代世孫，祖父范兆齡是山東「振興鏢局」的鏢頭兼「拳房」( 就是地方上私下召徒授武的武館，相當於今日的國術館）負責人。曾將「任俠」解釋為「捨身為人是為俠」。於兵器特別擅長劍術，常習套路有三才劍、青萍劍、戚門劍等。此外，刀術擅於梅花刀與夜戰刀，長兵尤擅二郎棍與五虎斷門槍。

## 學歷
- 山東省立師範畢業
- 國立南京中央國術館畢業
- 第二屆國考及格